# Radio Astana
Radio Astana (kaz. Астана радиосы; ros. Радио Астана) – kazachska, całodobowa, publiczna stacja radiowa utworzona 19 stycznia 1999 roku. Jest częścią instytucji państwowej Kazakhstan Radio and Television Corporation. Radio nadaje programy informacje, muzyczne, edukacyjne jak i również rozrywkowe.